# Nancy (nina)
Nancy és una nina de l'empresa de joguines Famosa creada l'any 1968.

## Història

### L'any 1968
Succeeix l'esdeveniment més important per la companyia de Famosa, neix Nancy la nina estrella de la companyia. Va suposar un gran avenç molt important en l'àmbit de les vendes.
Nancy va començar a viatjar per les fires més emblemàtiques del moment i va començar a fer els primers passos de l'explotació.
Tino Juan, dissenyador de joguines començarà a treballar tot creant un cos articulat pel projecte Nancy. Ho farà amb la seva processadora Pierina de 56 cm. Finalment la nina estrella arribarà a mesurar 42 centímetres i es caracteritzarà per una cabellera molt més llarga.
Del seu nom no se'n sap res, el cert és que a diferència d'altres personatges inventats Nancy no tenia constància de la seva vida personal ni, per descomptat, del seu nom. El que sí que sabem és que des del seu naixement Nancy es va convertir en la reina de les joguineries, ja que era més que una simple nina: era un referent de la societat del moment que va començar a emergir en el país.
Després d'un primer llançament de la nina amb uns estoigs que encarien massa el preu del producte la companyia Famosa va crear uns estoigs més senzills que va provocar la baixada d'un 30% del preu, això va provocar l'augment de les vendes.

### L'any 1969
Famosa va treure els primers accessoris per la nina Nancy i l'any 1970 en van començar les vendes internacionals. Durant la dècada posterior la Nancy va anar evolucionant quant a nivell de vida de la nina, va començar a créixer el seu rober i apareixen els primers mobles: el llit, l'armari... En el mateix moment apareixen els primers espots publicitaris de la companyia parlant de la seva nina estrella: “Nancy una chica moderna, que trabaja, tiene una casa preciosa y unos cabellos preciosos que permiten todo tipo de peinados, un ropero lleno de modelos para todas las ocasiones, su dormitorio, sus maletas, sus postizos... una muñeca con la que jugar a lo que te gustaría ser de mayor”.

### L'any 1973
Neix la germana de Nancy a la que anomenaran Lesly. Una nina una mica més petita que Nancy de faccions molt dolces i infantils i igual que Nancy també va tenir multitud d'accessoris.
L'any 1987 Nancy obté el cercle d'or com a millor nina per a nena. La nina estrella de Famosa té l'honor de ser la primera nina que ocupa la portada (de color) a la publicació “juguetes y juegos de España” .

### L'any 1989
Famosa treu a la venda una sèrie de 68 models de roba a l'estil de grans models, però amenaçada per la competidora, Barbie, les vendes comencen a caure fins a 400.000 unitats. Finalment l'any 1996 abandona els prestatges de les joguineries.
Nancy va tornar a la venda l'any 2000 amb una nova col·lecció de Nancy en caixes roses i vestits de l'època realitzats amb alta qualitat i detall. També es rellançarà amb l'espot “Nancy y el mundo” on sortiran a la venda Nancy amb característiques i trets de les diferents parts del món: Japó, centreeuropea, Oceania, etc.
I així amb diversos espots Nancy ha anat evolucionant no tan sols en l'aspecte característic de la simple nina sinó també en les diverses històries i espais que Nancy ha viscut o viurà.

## Fabricació de la nina
El procés de creació de la nina Nancy comença amb l'obtenció de motlles de les diferents parts del cos que formen la nina. Primer es realitzen els motlles de les parts davanteres i seguidament els contramotlles i en ajuntar-los formen motlles definitius que per descomptat són buits' – testimoni d'un treballador de la fàbrica de Famosa.
Els motlles de braços i cap es col·loquen en els anomenats “plats”. S'omplen amb una mescla especial de ‘vinil' que és la goma que porta afegida una mescla de tint que és el que determinarà el color de la peça: blanca, mulata o negre.
Un cop s'han omplert tots els motlles amb la mida correcte aquest es posen dins els “plats” que són col·locats dins dels forns on estaran en moviment constant perquè les peces s'assequin. Un cop seques es retiren del forn i s'obren els motlles, amb una peça de fusta (per no malbaratar la boca del motlle) es van extraient una a una cada peça (cap i braços) i es col·loquen sobre superfícies de fusta per al seu refredament.
El cos i les cames necessiten un altre tipus de tractament anomenat “soplado”, on es fa una barreja de plàstic amb el colorant oportú pel tipus de nina. S'introdueix aquesta barreja dins la màquina de fabricació i al sortir està a una temperatura suficientment freda per tal de poder ser extreta sense cremar-se, seguidament s'obre el motlle i obtenim la peça corresponent, un cos o una cama.
Els caps s'envien a cosir el cabell, que es cus des de la nuca fins al centre del cap. El cabell es cus amb unes màquines que van agafant el cabell, prèviament fabricat a la fàbrica de pel de famosa Fabripel, que està col·locat en bosses de 5m que fan la funció de carrets per a una màquina de cosir normal.
La següent fase és la col·locació dels ulls, que ho du a terme una màquina de pressió.
Després decoren la cara, pintant les celles, i posant-li maquillatge. Seguidament es pentina el cabell, a la secció de pentinats.
En la secció “d'acabats” és on definitivament es dona forma a la nina.
1. El muntatge de cames, braços i cap i les operaries s'encarreguen de vestir-la.
2. Es col·loquen en els suports de cartró que conformen el seu estoig individual.
3. Els estoigs on van introduïdes les Nancys, seran classificats segons la modalitat, i decorats després es transportaran en el magatzem. Un cop allà els camions les distribuiran a diferents tendes.

La fabricació d'aquestes nines es fa a la Xina

## Característiques
La Nancy, amb el pas del temps ha anat evolucionant.

### En els 70
Les primeres Nancy, tenen una cintura fixa, un turmell gruixut, i uns braços que estan fets de vinil (material plàstic). Seguidament a mitjans dels anys setanta apareixeran les nines que són articulades, podent girar la cintura, i moure el coll. Tot així a finals dels anys setanta, es tornaran a posar de moda, les Nancys que no són articulades.
Finalment, els turmells els fan més petits, i els braços comencen a ser de goma, tous i més flexibles. Els cabells normalment són llargs, llisos, rossos o pèl-rojos. Com a curiositat podem dir que només ca existir una morena. Els ulls, blaus o de color mel.
Apareixeran les Nancys de pell morena, tenien els ulls verds o turquesa. Tenien una varietat en el cabell que podia ser a lo “afro”.

### En els 80
Desapareixen les Nancys amb la cintura articulada i comencen a fabricar-ne amb pestanyes ondulades i les celles estan dibuixades. Solen ser nines amb moltes pigues, i comencen aparèixer les Nancys morenes, i els pentinats són molt més variats.
Apareixen les Nancys musicals, que tenen un mecanisme intern que ens permet escoltar música, com per exemple la cançó: “Cumpleaños”. És una nina asiàtica, amb cames flexibles.

### En els 90
Apareixen les Nancys que ballen, que els creix el cabell, que es poden pintar o es posen morenes si les deixes al sol, que mouen la boca com si parlessin. Van arribar a existir moltes variacions de nines, ja que segons l'època o els interessos comercials les han anat modificant.